# Mucky Foot
Mucky Foot Productions Ltd. war ein englischer Entwickler für Computerspiele mit Sitz in Guildford. Das Unternehmen wurde nach finanziellen Schwierigkeiten im November 2003 aufgelöst.

## Geschichte
Mucky Foot wurde im Februar 1997 von Mike Diskett, Fin McGechie und Guy Simmon, drei ehemaligen Spieleentwicklern von Bullfrog Productions, gegründet. In den folgenden Jahren veröffentlichte das Studio Spiele wie Urban Chaos, Startopia und Blade 2 für diverse Plattformen.
Im November 2003 wurde das 40 Mann starke Studio geschlossen. Hauptgrund war unter anderem die Kündigung eines Publisher-Auftrags, wodurch das Studio in finanzielle Schwierigkeiten geriet. Der Titel Bulletproof Monk, an dem bei Mucky Foot zuletzt gearbeitet wurde, wurde nie veröffentlicht; ein weiteres Projekt ohne Titel wurde eingestellt.